# Violența sexuală pe timp de război

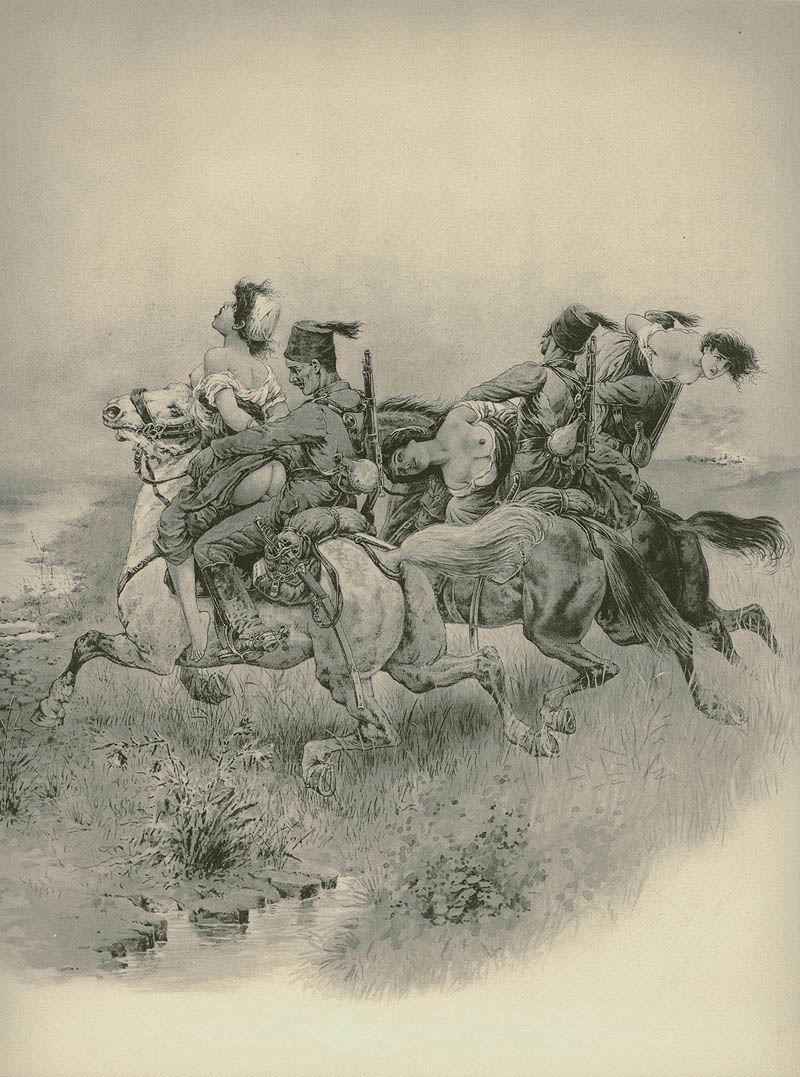
Balkangräuel, de, 1909

Violența sexuală pe timp de război este reprezentată de viol sau alte forme de violență sexuală comise de combatanți în timpul conflictelor armate, război sau perioade de ocupare de obicei ca pradă de război; dar uneori, mai ales în cazul conflictelor etnice, fenomenul are motive sociologice mai multe. Violența sexuală pe timp de război poate include, de asemenea, viol în grup și viol cu obiecte.

## Mai mult
- The Political Psychology of War Rape by Inger Skjelsbæk 2011
- "Unrecognized Victims: Sexual Violence Against Men in Conflict Settings Under International Law", by Dustin A. Lewis, Wisconsin International Law Journal, Vol. 27, No. 1, pp. 1–49 (2009).
- "IHL Primer on Sexual Violence" Arhivat în 4 mai 2011, la Wayback Machine.. International Humanitarian Law Research Initiative, June 2009.
- UN classifies rape a 'war tactic'. 20 June 2008. BBC News.
- "Rape as an Instrument of Total War". By David Rosen. 4 April 2008. CounterPunch.
- "Intended Consequences" by Jonathan Torgovnik on MediaStorm
- Duty, Honor, Rape: Sexual Assault Against Women During War by Kevin Gerard Neill. Journal of International Women's Studies.
- Extreme War Rape in Today's Civil-war-torn States Arhivat în 4 septembrie 2014, la Wayback Machine. by Kathryn Farr. Paper presented at the annual meeting of the American Sociological Association, New York City, 11 august 2007.
- womensnews.com – Bosnian 'Rape Camp' Survivors Testify in The Hague
- guardian.uk – Women say village became rape camp
- U.S. Department of State dispatch, mentioning a "rape house". Arhivat în 7 iunie 2011, la Wayback Machine.
- Against our Will: Men, Women and Rape by Susan Brownmiller 1975
- Roberts, Mary Louise (2013). What Soldiers Do: Sex and the American GI in World War II France. University of Chicago Press. ISBN 0226923096.
- Mees, Heleen; van Zeijl, Femke (26 mai 2008). „Kriege gegen Frauen”. Project Syndicate. Accesat în 6 iunie 2010.